# 魏蓮芳
魏蓮芳（1910年—1998年），京劇演員，工旦行。

## 生平
1924年拜師梅蘭芳先生，是梅早期的重要男弟子。顧正秋拜梅為師前跟他學梅派戲，《霸王別姬》、《廉錦楓》等戲都是他給說的。
中華人民共和國成立后培養了李炳淑、楊春霞等學生。本身和學生都很有影響。